# Cirque de Limoges

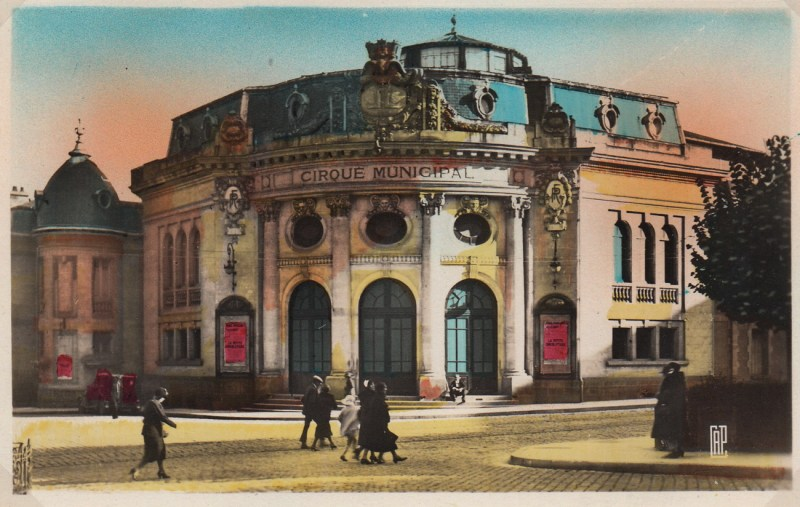
Cirque de Limoges

Le Cirque de Limoges était un cirque stable bâti en 1925 à Limoges. Les travaux avaient commencé en 1911, mais ils avaient été ralentis par la guerre. Son architecte est Émile Robert.
La coupole se trouvait à 18,75 mètres au-dessus de la piste, d'un diamètre de 13 mètres. Le cirque disposait de 1 860 places assises.
L’intérieur était décoré de toiles marouflées de David Widhopff (une partie d'entre elles est conservée au Musée municipal de l’Évêché).

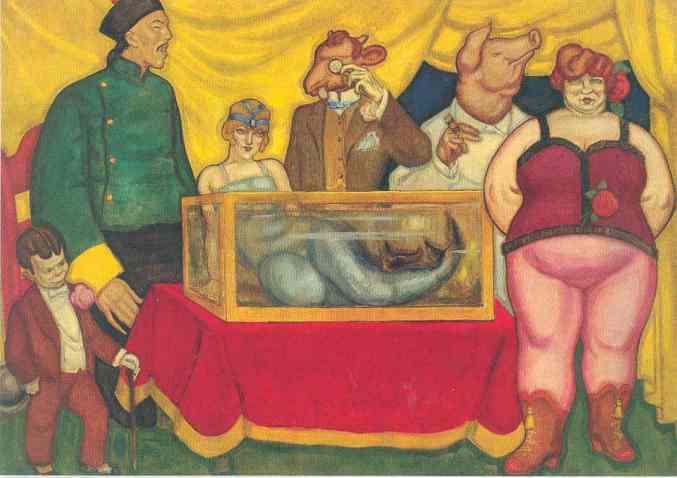
David-Ossipovitch Widhopff, "Les Phénomènes", 1924

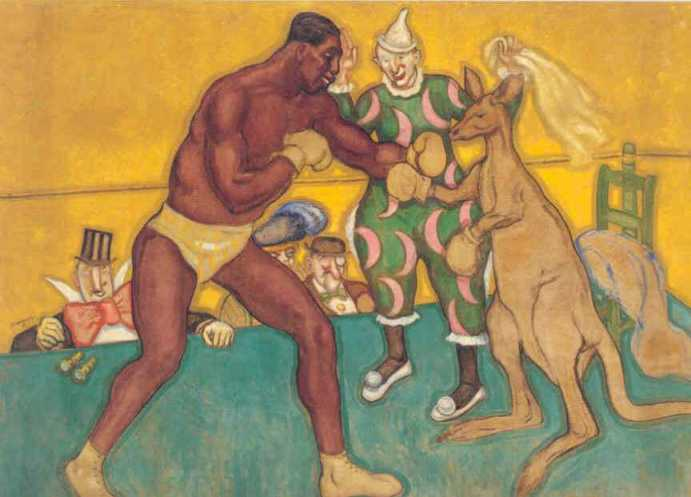
David-Ossipovitch Widhopff, "Boxeur luttant avec un kangourou", 1924

En 1928, la salle est aménagée afin qu'elle puisse aussi recevoir des spectacles de théâtre.
Le bâtiment est détruit en 1958. À son emplacement est construit l’Opéra de Limoges.